# Мечохвіст
Мечохвіст (Limulus) — рід мечохвостів з одним сучасним видом — Limulus polyphemus. Один викопний вид наразі віднесено до роду, хоча було названо кілька інших видів, які згодом були віднесені до інших родів.
Нині дійсні види включають:
- Limulus polyphemus (Linnaeus, 1758)
- Limulus coffini† Reeside & Harris, 1952 — Pierre Shale, США, пізня крейда (Маастрихт)

До сумнівних видів відносять:
- Limulus nathorsti† Jackson, 1906 — юрський період, Швеція

Орієнтовні види:
- "Limulus" decheni† Zinken, 1862 — палеоген, Німеччина (вважається деяким проміжним між Limulus і Tachypleus)[4]